# OK Lliga femenina 2012-2013
L'OK Lliga Femenina 2012-13 fou la quarta edició de la Lliga espanyola d'hoquei sobre patins. Es disputà des del 15 de setembre de 2012 fins al 25 de maig de 2013 i fou organitzada per la Federació Espanyola de Patinatge. Hi participaren catorze equips, amb una majoritària presència dels clubs catalans. Es disputà en format de lligueta a doble volta, amb un total de vint-i-sis jornades, proclamant-se campió l'equip amb més punts aconseguint en finalitzar la competició.
Es proclamà campió el Club Patí Voltregà, que aconseguí el seu tercer títol d'OK Lliga de forma consecutiva. La jugadora catalana del CP Voltregà, Carla Giudicci, fou escollida MVP de la competició, mentre que la jugadora catalana del CP Manlleu, Laura Vall, fou la màxima golejadora amb 49 gols.

## Clubs participants
- Club Patín Alcorcón Cat's Best
- Biesca Gijón Hockey Club
- CHP Bigues i Riells
- Hockey Club Borbolla
- Maheco Cerdanyola Club Hoquei
- Girona Club Hoquei
- Fontanellas i Martí Igualada
- Club Patí Manlleu
- Hoquei Club Palau de Plegamans
- Reus Deportiu
- SFERIC Terrassa
- Traviesas Hockey Club
- Club Patí Vilanova
- Club Patí Voltregà

## Classificació final
| Pos | Equip                       | PJ | PG | PE | PP | GF  | GC  | DG   | Pts | Classificació o descens           |
| --- | --------------------------- | -- | -- | -- | -- | --- | --- | ---- | --- | --------------------------------- |
| 1   | CP Voltregà                 | 26 | 21 | 2  | 3  | 126 | 44  | +82  | 65  | Classificats per la Copa d'Europa |
| 2   | Biesca Gijón HC             | 26 | 19 | 2  | 5  | 86  | 48  | +38  | 59  | Classificats per la Copa d'Europa |
| 3   | Girona CH                   | 26 | 16 | 5  | 5  | 94  | 50  | +44  | 53  | Classificats per la Copa d'Europa |
| 4   | CP Alcorcón Cat's Best      | 26 | 16 | 4  | 6  | 84  | 55  | +29  | 52  | Classificats per la Copa d'Europa |
| 5   | Reus Deportiu               | 26 | 16 | 3  | 7  | 89  | 55  | +34  | 51  | Renuncia a l'OK Lliga             |
| 6   | Fonanellas i Martí Igualada | 26 | 14 | 2  | 10 | 97  | 72  | +25  | 44  |                                   |
| 7   | CP Manlleu                  | 26 | 14 | 2  | 10 | 121 | 83  | +38  | 44  |                                   |
| 8   | SFERIC Terrassa             | 26 | 11 | 3  | 12 | 71  | 68  | +3   | 36  |                                   |
| 9   | Generali HC Palau           | 26 | 10 | 5  | 11 | 74  | 72  | +2   | 35  |                                   |
| 10  | CHP Bigues i Riells         | 26 | 8  | 6  | 12 | 54  | 53  | +1   | 30  |                                   |
| 11  | CP Vilanova                 | 26 | 7  | 3  | 16 | 62  | 71  | −9   | 24  |                                   |
| 12  | Cerdanyola Maheco CH        | 26 | 6  | 4  | 16 | 74  | 112 | −38  | 22  | Renuncia a l'OK Lliga             |
| 13  | HC Borbolla                 | 26 | 2  | 1  | 23 | 37  | 149 | −112 | 7   |                                   |
| 14  | Traviesas HC                | 26 | 1  | 0  | 25 | 14  | 151 | −137 | 3   |                                   |

| Campió de l'OK Lliga 2012-13 |
| ---------------------------- |
| CP Voltregà Tercer títol     |
| MVP                          |
| Carla Giudicci               |

## Estadístiques
| Màxima golejadora | Màxima golejadora | Màxima golejadora   | Màxima golejadora |
| Pos.              | Jugadora          | Club                | Gols              |
| ----------------- | ----------------- | ------------------- | ----------------- |
| 1                 | Laura Vall        | CP Manlleu          | 49                |
| 2                 | Maria Díez        | Biesca Gijón HC     | 40                |
| 3                 | Raquel Bernadas   | Fontanellas i Martí | 39                |
| 4                 | Carla Giudicci    | CP Voltregà         | 32                |
| 5                 | Rita Dias         | Cerdanyola CH       | 29                |
| 6                 | Adriana Gutiérrez | Girona CH           | 28                |
| 7                 | Natasha Lee       | CP Voltregà         | 27                |
| 7                 | Berta Tarrida     | Reus Deportiu       | 27                |
| 9                 | Nara López        | CP Manlleu          | 26                |
| 9                 | Marta Mompart     | SFERIC Terrassa     | 26                |
| 9                 | Laura Puigdueta   | HC Palau            | 26                |

| MVP | MVP            | MVP             |
| #   | Jugadora       | Club            |
| --- | -------------- | --------------- |
| 1   | Carla Giudicci | CP Voltregà     |
| 2   | Berta Tarrida  | Reus Deportiu   |
| 3   | Luciana Agudo  | Biesca Gijón HC |
| 3   | Natasha Lee    | CP Voltregà     |